# 松阪市立三雲中学校
松阪市立三雲中学校（まつさかしりつ みくもちゅうがっこう）は三重県松阪市にある公立中学校。

## 沿革
- 1967年（昭和42年）4月1日 - 三雲村立雲南中学校と三雲村松阪市組合立三渡中学校を統合し、「三雲村松阪市学校組合立三雲中学校」として開校[1]。
- 1968年（昭和43年）9月9日 - 校舎およびプールを落成し、旧校舎から移転。開校式を開催し、同日を創立記念日に制定[1]。

## 校区
※は、一部の番地で学区（校区）が異なる。
- 松阪市立松ヶ崎小学校校区
- 松阪市立米ノ庄小学校校区
- 松阪市立天白小学校校区
- 松阪市立鵲小学校校区
- 松阪市立小野江小学校校区

## 児童数
2024年5月1日現在の児童数は554人である。

## 著名な出身者
- 西尾歩真 - プロ野球選手[4]
- 西山雄介 - 陸上競技選手[5]